# Po-Khaung-Hügel

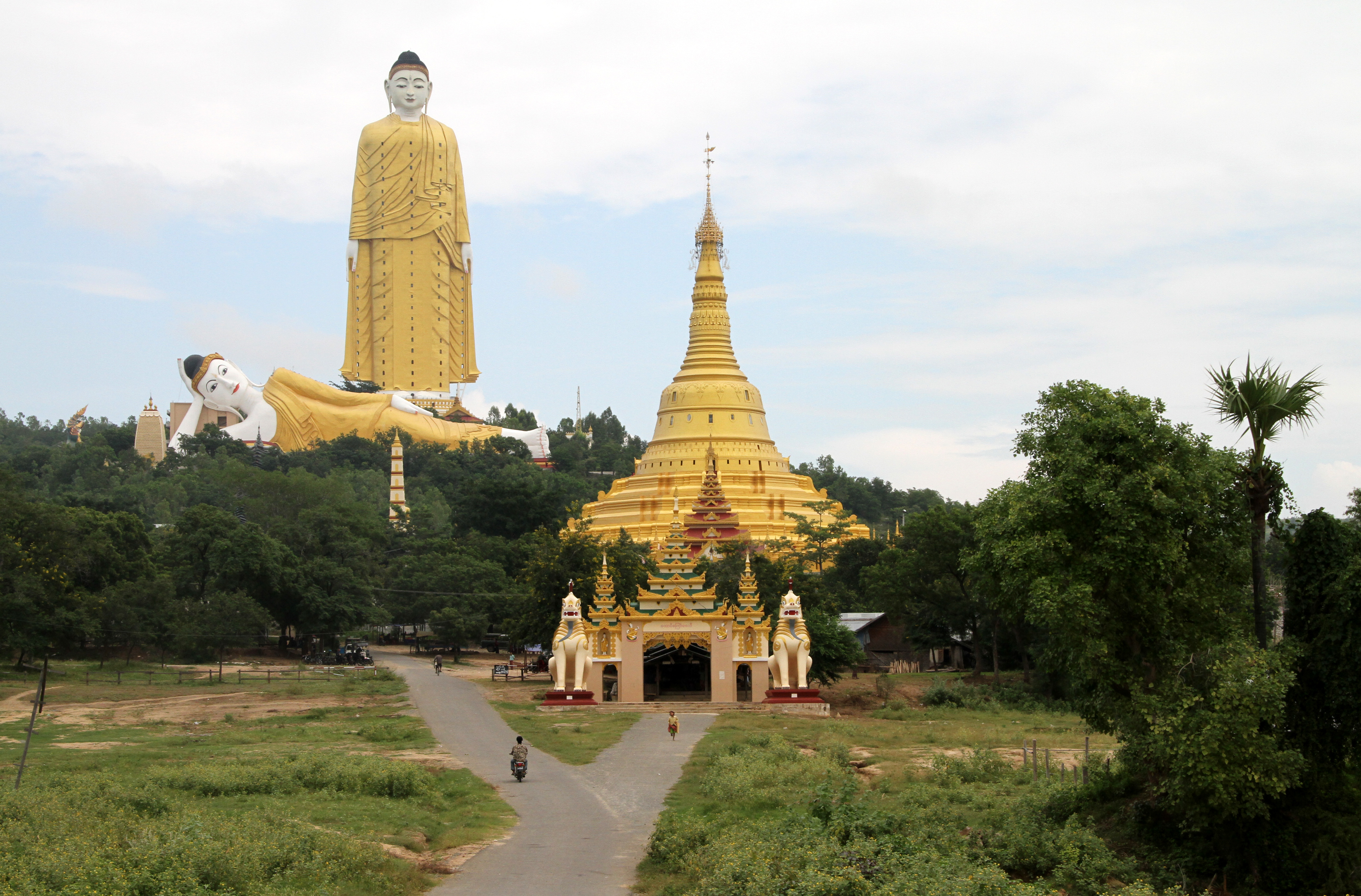
Riesenbuddhas und Bodhi-Tataung-Pagode

Auf dem Po-Khaung-Hügel bei Monywa in Myanmar befinden sich einige bemerkenswerte übergroße und zahlreiche lebensgroße Buddha-Statuen.

## Beschreibung
Ein 90 m langer liegender Buddha wurde 1991 erbaut; in seinem begehbaren Inneren sind mit bemalten Betonfiguren religiöse Szenen dargestellt. Dahinter erhebt sich die Laykyun Setkyar genannte 116 m hohe Statue eines stehenden Buddhas. Ein enormer sitzender Buddha und die Bodhi-Tataung-Pagode befinden sich nahebei. Auf einem Feld sitzen mehr als 1000 lebensgroße Buddhas, die zu den Großfiguren aufschauen und denen jeweils ein Schirm und ein Bodhi-Baum beigegeben ist. Von einem Aussichtsturm lässt sich das gesamte Areal gut überblicken.

## Galerie

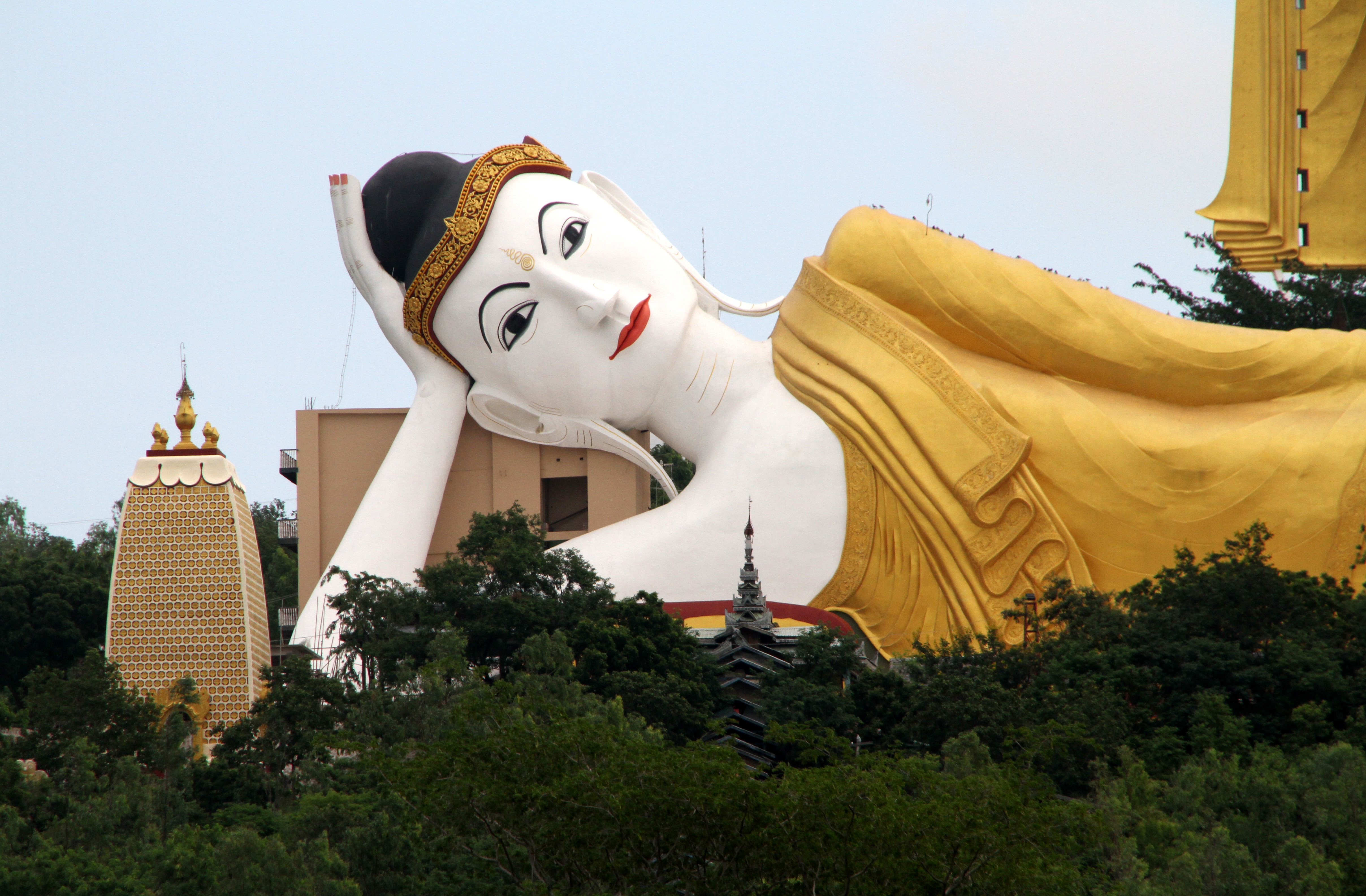
Liegender Buddha
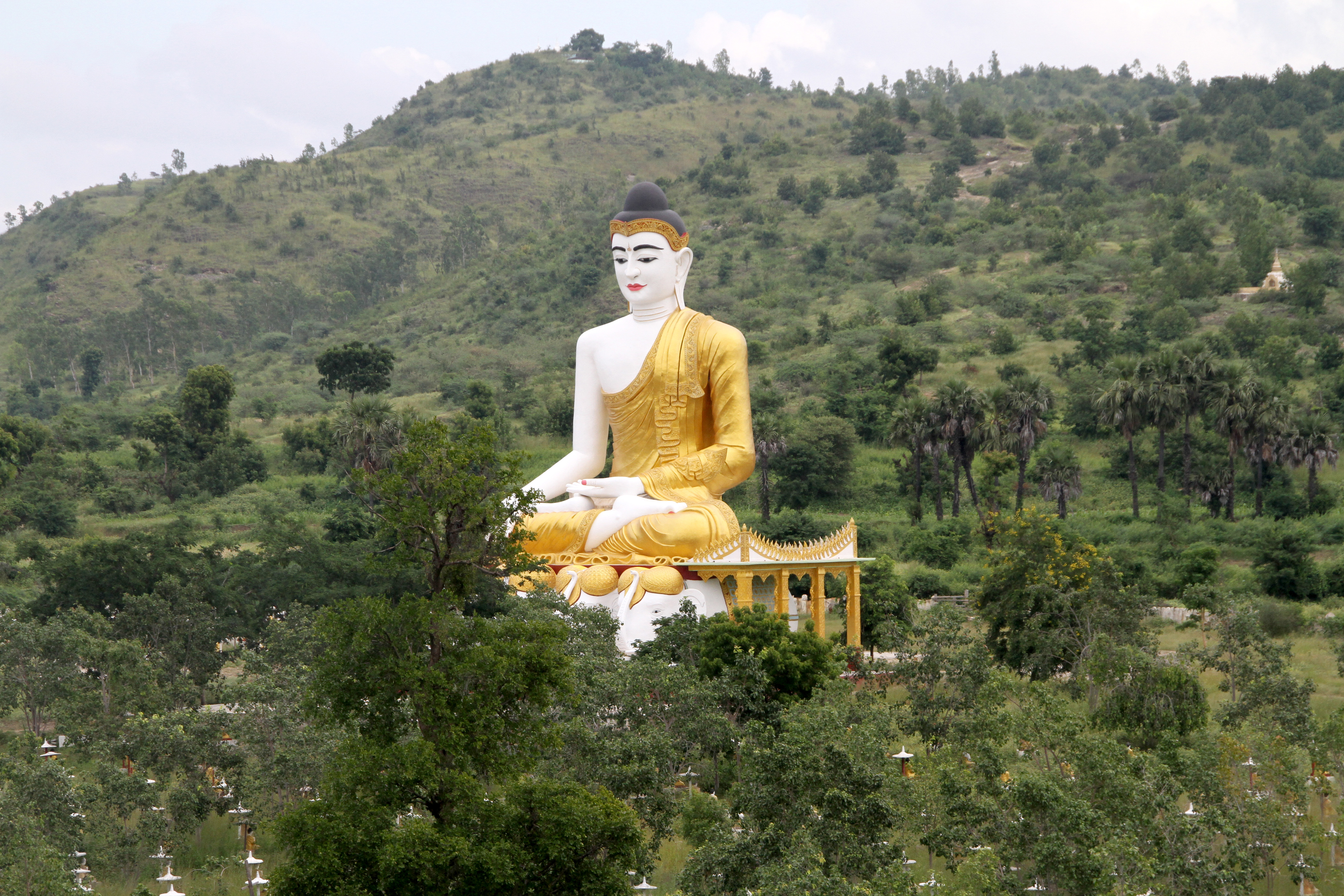
Sitzender Buddha
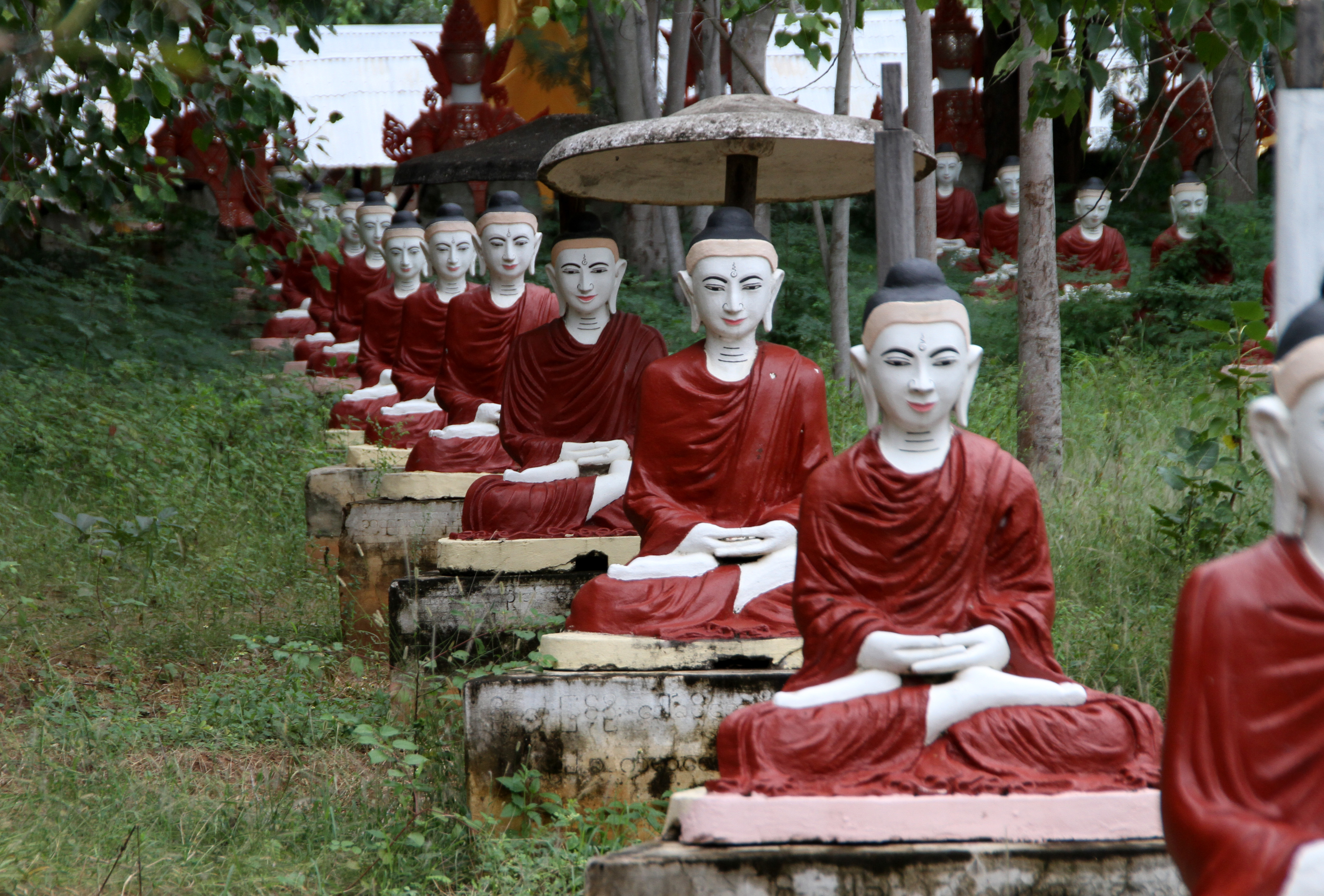
Beschirmte Buddhas
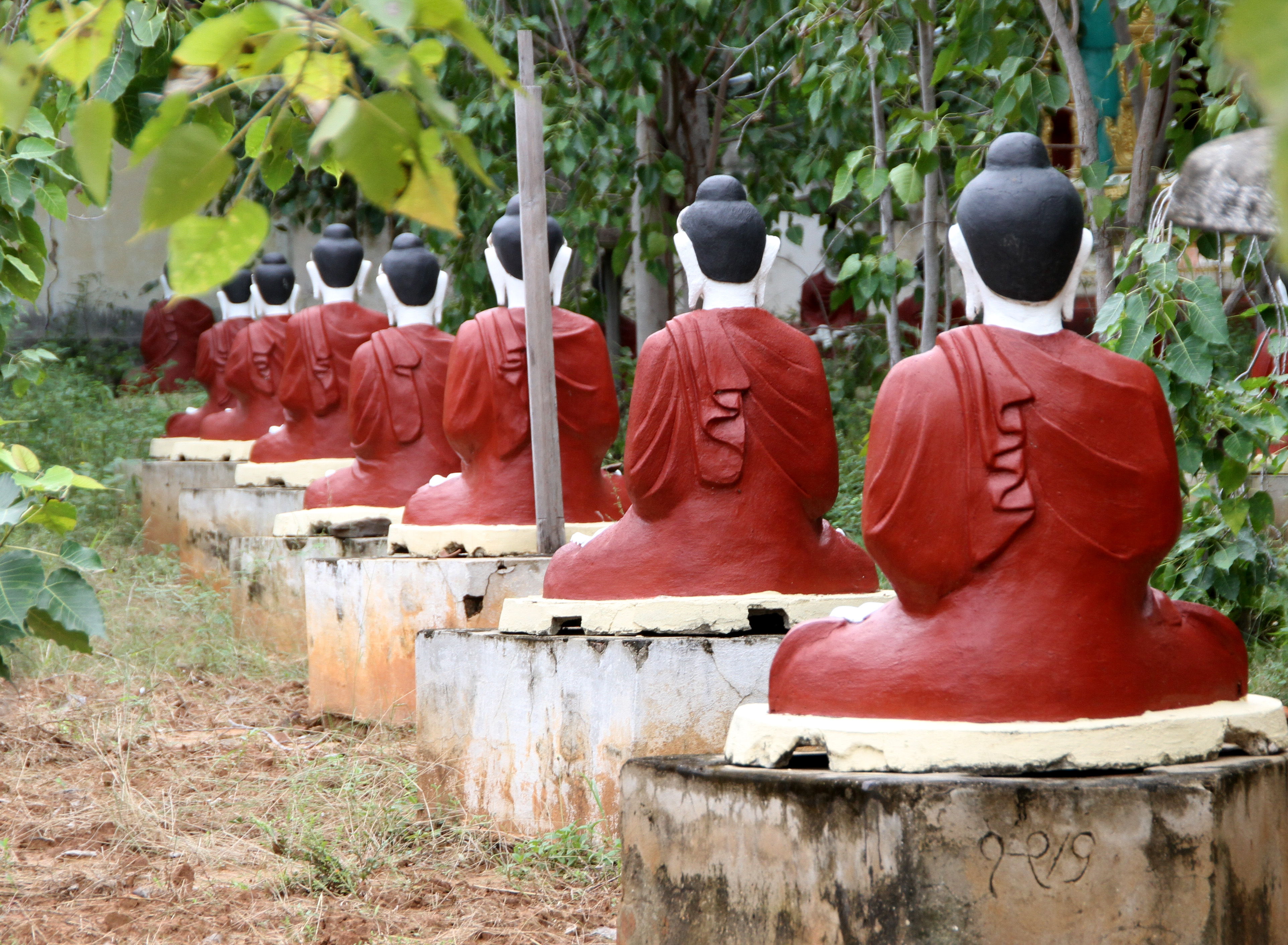
Beschirmte Buddhas
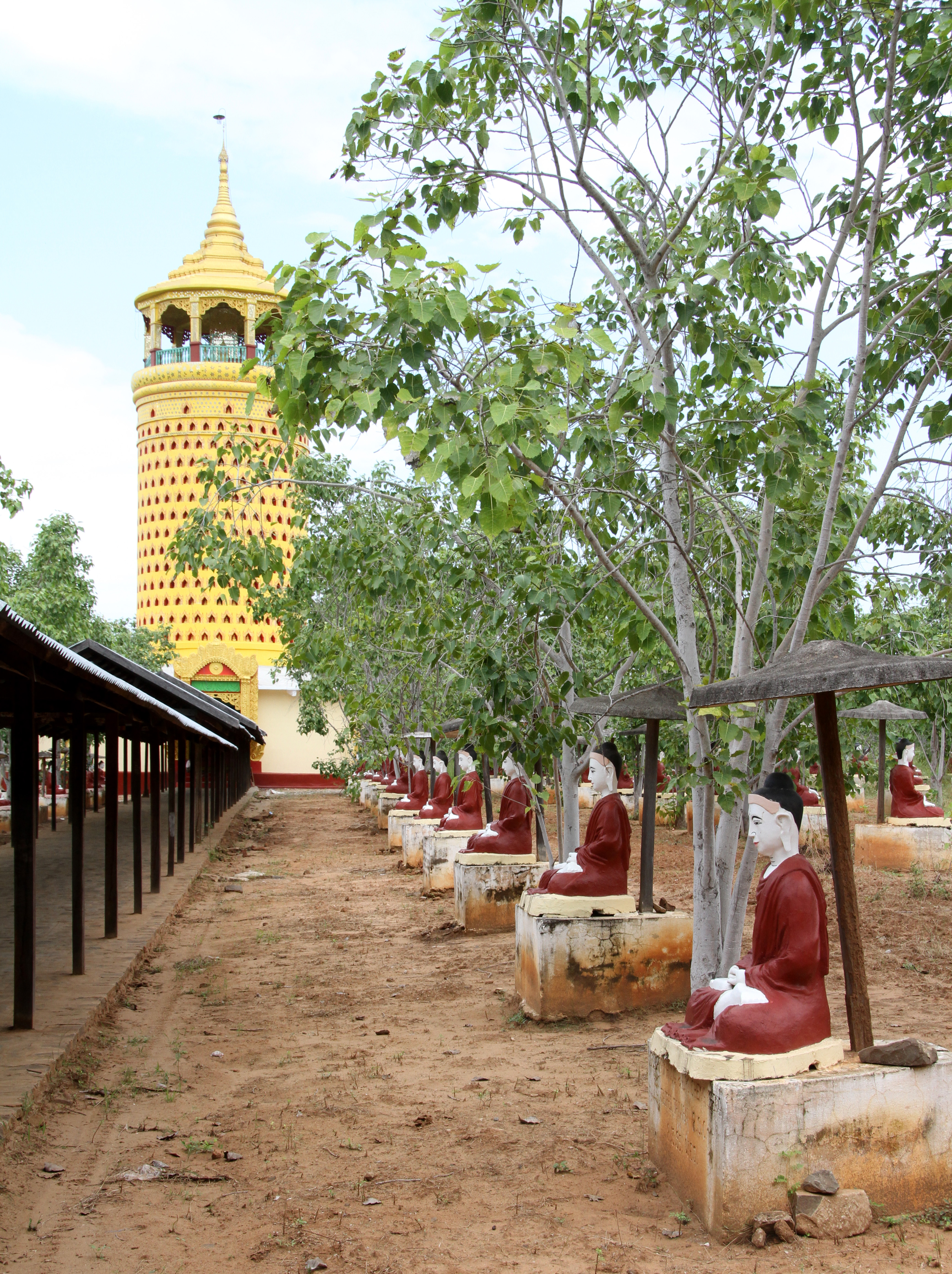
Aussichtsturm
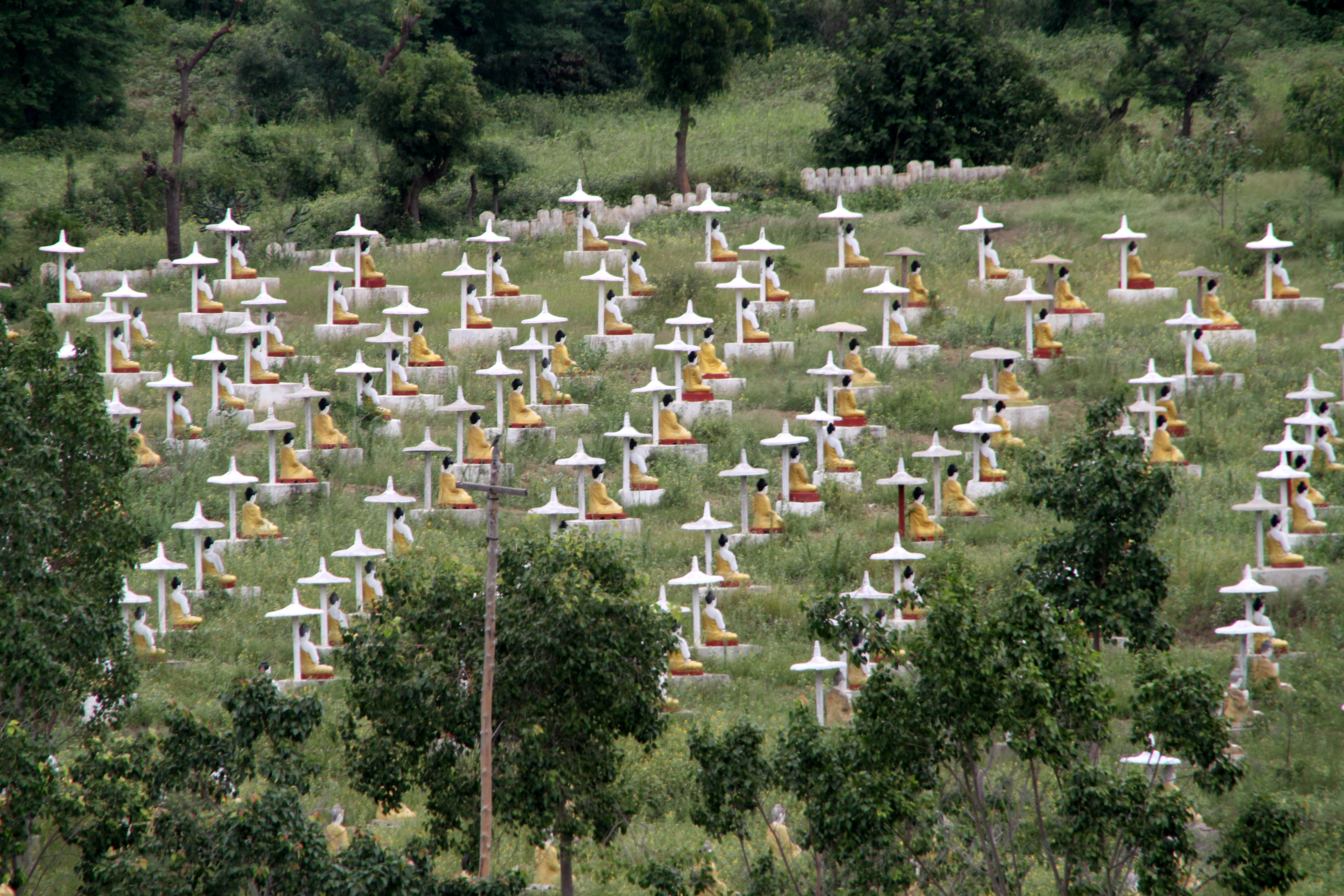
Feld mit Buddhas
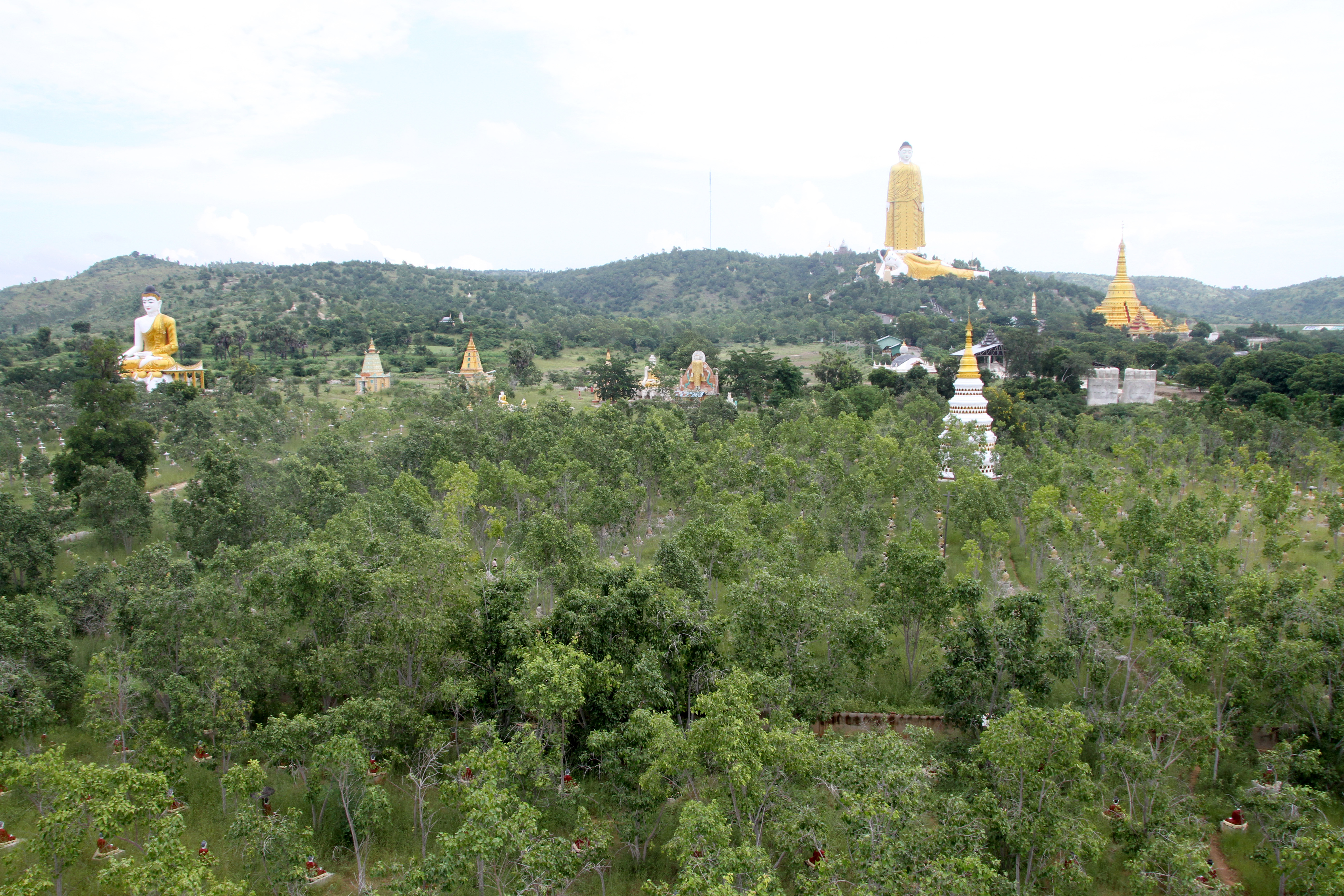
Übersicht